# Линденшмит Младший, Вильгельм фон
Вильгельм фон Линденшмит Младший (нем. Wilhelm von Lindenschmit der Jüngere, 20 июня 1829, Мюнхен — 8 июня 1895, Мюнхен) — немецкий художник, профессор мюнхенской Академии художеств.

## Жизнь и творчество
В.фон Линденшмит Младший был сыном художника В.Линденшмита Старшего. Первые уроки рисования получил у своего дяди, Людвига Линденшмита в Майнце. В 1844 году он юношей поступает в мюнхенскую Академию художеств. Параллельно Линденшмит изучает ксилографию и литографию. После смерти отца он учится в Штадельском институте во Франкфурте-на-Майне, а затем - в Академии Антверпена. Затем художник уезжает в Париж, где пишет ряд полотен исторического и жанрового содержания («Графиня Рудольштадтская и Альба», «Урожай» - обе в Художественной галерее Гамбурга).
В 1853 году В.фон Линденшмит Младший возвращается в Германию. Несколько лет живёт во Франкфурте-на-Майне, где создаёт ряд полотен на исторические темы: «Пленение короля Франциска I под Павией (1525)», «Смерть Франца фон Зиккингена» (1861), «Собрание и Реформация в Марбурге» (1862) и другие. В 1863 году художник переезжает в Мюнхен, где работает для издательства Брукман. Позднее пишет такие картины, как «Рыбак и русалка», «Мартин Лютер, поющий за хлеб у дверей фрау Урсулы Котта», «Основание ордена иезуитов» (1868), «Молодой Лютер у Андреаса Пролеса» (1869), «Радости монастырской жизни» (1869), «Ульрих фон Гуттен, сражающийся с французским дворянином» (1869), «Смерть Вильгельма Оранского», «Фальстаф», «Виндзорские насмешницы», «Нокс и шотландские иконоборцы», «Анна Болейн», «Венера у тела Адониса», «Нарцисс», «Уолтер Рэлей в Тауэре», «Лютер и кардинал Каэтан в Аугсбурге» и др.
В 1875 году  В.фон Линденшмит Младший становится профессором в мюнхенской Академии. Среди его известных учеников Эдмунд Харбургер.
В 1883 и 1884 годах художник пишет фрески на исторические и аллегорические темы в ратуше Кауфбойрена, в 1886 он заканчивает крупноформатную историческую картину «Вступление Алариха в Рим».